# Minotaure
La rivista Minotaure venne stampata dall'editore svizzero-francese Albert Skira (1903-1973), in collaborazione col greco Tériade (Elephteriadis Stratis,1897-1983), a Parigi dal 1933 al 1939 per 12 numeri (l'ultimo, doppio, con la numerazione "12/13"). È stata una delle più importanti riviste d'arte contemporanea, d'ispirazione surrealista; inaugurata da Tériade, la direzione verrà indi rapidamente assunta da André Breton per ospitare teorie, poesie e immagini dell'Avanguardia da lui promossa.
La copertina del primo numero è disegnata da Pablo Picasso. Altri artisti rappresentativi cui Breton apre la rivista sono Alberto Giacometti, Hans Bellmer, Gaston-Louis Roux, Paul Delvaux, Max Ernst, Henri Matisse, Man Ray, René Magritte, Marcel Duchamp, Joan Miró, Abraham Rattner, Victor Brauner, Wolfgang Paalen ecc. Oltre all'arte la rivista  dedica attenzione alla musica, al teatro e all'architettura: vedi gli articoli di Tristan Tzara (D'un certain automatisme du goût, n° 3-4), Salvador Dalí (De la beauté terrifiante et comestible de l'architecture Modern'style, n° 3-4) e Roberto Matta (Mathématiques sensibles - Architecture du temps, n° 11).
Con  "La révolution surréaliste" (1924-29, poi "Le Surréalisme au service de la révolution") e "Documents" (diretta da Georges Bataille tra il 1929 e il 1930), Minotaure è tra le maggiori riviste di sintesi dell'Estethos (Weltanschauung) del Surrealismo:etnografia, archeologia e  psicoanalisi vi sono riunite in una visione enciclopedica che serva al mantenimento della fertilità universale del terreno dell'arte.